# 愛媛県立松山聾学校
愛媛県立松山聾学校（えひめけんりつ まつやまろうがっこう）は、愛媛県松山市馬木町にある県立聾学校。2007年に創立100周年を迎えた。創始者は森恒太郎（1864年-1934年）。

## 学部
- 幼稚部
- 小学部
- 中学部
- 高等部

## 沿革
- 1907年 - 松山市二番町に私立愛媛盲唖学校創立
- 1916年 - 松山市旭町に移転
- 1929年 - 県立に移管、愛媛県立盲唖学校となる
- 1930年 - 松山市御幸町に移転
- 1948年 - 愛媛県立盲学校を分離、松山市本町に愛媛県立聾学校（小学部・中学部・高等部）を設置
- 1952年 - 愛媛県立松山聾学校と校名変更
- 1953年 - 昭和天皇が行幸。言語指導などを視察[1]。
- 1964年 - 幼稚部（1年保育・2年保育）設置
- 1970年 - 愛媛県高等学校総合体育大会男子ソフトボールで優勝。全国高校ソフトボール大会に県代表として出場、初戦突破
- 1972年 - 現在地に移転
- 1973年 - 幼稚部（3年保育）設置
- 1999年 - 第33回全日本聾教育研究大会開催
- 2001年 - 第38回全国聾学校陸上競技大会を主管校として開催